# 塔格丹普特
35°20′08″N 1°13′38″E / 35.33556°N 1.22722°E

塔格丹普特（阿拉伯语：‎），是阿爾及利亞的城鎮，位於該國北部提亞雷特省，由邁什拉薩法區負責管轄，面積148平方公里，海拔高度852米，2008年人口4,543，人口密度每平方公里31人。